# Henry F. Teschemacher
Henry Frederick Teschemacher (Boston, 16 febbraio 1823 – Les Planches, 26 novembre 1904) è stato un politico e artista statunitense, 10° sindaco di San Francisco.